# Comté de Hamilton (Iowa)
Pour les articles homonymes, voir Comté de Hamilton.
Le comté de Hamilton est un comté de l'État de l'Iowa, aux États-Unis.